# Asger Jensby
Asger Schelde Jensby (født 1. februar 1948 i Grenaa) er en dansk erhvervsmand og tidligere bestyrelsesformand i det nu krakkede IT Factory.

## Baggrund og tidlig karriere
Han er født i Grenaa, som søn af direktør Tage Kjær Jensby (1916-1992) og hustru Hanne Louise Schelde (født 1920).
Han har en bror Kenny Schelde Jensby f. 22. september 1954 i Grenaa.
- 1. kone, Birthe Henriksen, ingen børn.[kilde mangler]
- 2. kone, navn ukendt.
- 3. kone: Den norske kvinde Eva Kristin Snare. Børn: Helena (f.1999) og Thomas (f.2001). De flyttede i 2007 ind i en nybygget patriciervilla på 1000 m² i Kongsvinger i Norge, som han havde lånt 20 millioner danske kroner til af IT Factorys daværende administrerende direktør, Stein Bagger.[1] Jensby medvirker i Norge til at videreudvikle det norske cykelhold Team Trek, ligesom han i august 2008 har betalt 700.000 n.kr for at få en delfinale af det norske melodigrandprix til Kongsvinger igen i 2009[2] og endvidere er sponsor for byens fodboldklub.[3]

- HA fra Handelshøjskolen i Aarhus (1973).
- Sælger i IBM (1973-).
- Ansat i Quantor Software og tyske Software AG (1980'erne).
- Ansat i Continuum[hvilke?], der blev en del af den amerikanske it-gigant CSC (1990-00).
- Adm. direktør i den danske afdelng af CSC, som desuden er kendt som sponsor for cykelholdet af samme navn. Jensby medvirkede selv ved oprettelsen af cykelholdet i 2000 (- dec. 2001). I december 2001 måtte økonomidirektøren, Johnny Rasmussen, imidlertid overtage pladsen efter Asger Jensby, som pludselig forlod CSC. Ifølge Johnny Rasmussen havde CSC-direktøren behov for frihed.[3]
- Nordisk direktør i det amerikanske computerfirma EDS (2002). Han bortvises grundet uregelmæssigheder, bl.a. for på egen hånd at have indgået en trecifret millionkontrakt med cykelholdet Team Fakta EDS, ligesom han ifølge TV Avisens oplysninger fik EDS til at købe computerlicenser i IT Factory – på et tidspunkt hvor Asger Jensby selv var medejer af IT Factory og hvor Stein Bagger allerede sad i direktørstolen.[4] Licenserne viste sig senere at være værdiløse. Jensby var i forhør i flere timer i det amerikanske hovedkontor om sagen og EDS overvejede en politianmeldelse, men valgte i stedet en bortvisning.
- Etablerer investeringsselskabet JMI Invest, som bl.a. investerer i små og mellemstore IT-virksomheder og som traf opgangsbølgen fra 2002 i denne branche vældig godt.

Tidsskriftet Computerworld hævdede i 2007, at Jensby var "medlem" af en eksklusiv klub af danske IT-milliardærer.
Midt under finanskrisen i december 2008 oplevede Jensby at Stein Bagger, adm.dir. i Jensbys absolut største og mest værdifulde virksomhed, IT Factory, havde bedraget selskabet for mindst 500 mill. kr. IT Factory indgav konkursbegæring d. 3/12-08 både i Danmark og Norge og ca. 200 personer mistede deres arbejde.
Asger Jensby har igennem hele sin karriere hævdet at han havde en cand.merc.-grad fra Handelshøjskolen i Aarhus, men den 22. marts 2009 afslørede DR Søndag at han kun har en HA derfra.